# Alexandre Song
Pour les articles homonymes, voir Song (homonymie).
Alexandre Dimitri Song Bilong, né le 9 septembre 1987 à Douala, est un footballeur international camerounais qui évolue au poste de milieu de terrain.
Né au Cameroun, Alexandre Song arrive en France à huit ans et est formé en région parisienne. À quatorze ans, il intègre le SC Bastia où il débute en professionnel en 2004. Jouant la quasi-totalité des matchs dès sa première saison, il est repéré par Arsenal où il est d'abord prêté avant d'être engagé définitivement. Après trois saisons, il s'impose comme titulaire au sein de l'équipe londonienne. En 2012, il rejoint le FC Barcelone où il joue moins et est prêté deux années à West Ham United entre 2014 et 2016. Song s'exile ensuite en Russie, au FK Rubin Kazan. En 2018, il rejoint le FC Sion.
En équipe nationale, Song s'impose en équipe A du Cameroun en 2007 et est finaliste de la CAN 2008 puis quart de finaliste des JO de Pékin. Il participe à la CAN 2010 terminée aussi en quart de finale avant deux Coupes du monde 2010 et 2014 conclues dès le premier tour.
Il est le neveu du footballeur international camerounais reconverti sélectionneur Rigobert Song.

## Biographie

### Enfance et formation
Le Camerounais est également de nationalité française. Alexandre Song arrive en France à l’âge de huit ans. À douze ans, il prend sa première licence de football au sein du club des Lilas. Il rejoint ensuite le Red Star 93. François Ciccolini, entraîneur au SC Bastia, le repère lors d’un tournoi international en avril 2001.
Dès ses quatorze ans, Alexandre Song rejoint le centre de formation du Sporting Club de Bastia. Lors de sa formation, il côtoie notamment Michael Essien. Song enchaîne les bonnes prestations et en 2004, à l’âge de seize ans il signe son premier contrat professionnel avec Bastia et fait ses premières apparitions en équipe première.
Lors du championnat de France 2004-2005, François Ciccolini le fait débuter en professionnel à seulement 16 ans, il dispute cette saison-là 32 matchs de championnat sur 38. À cette époque, il a déjà des contacts en Angleterre, notamment avec Manchester United. Il est même sur le point de rejoindre les Red Devils avant que le club corse ne revalorise son contrat espoir[réf. nécessaire].

### 2006-2012: Le décollage à Arsenal
En 2005, Alexandre Song est prêté pour une saison à Arsenal. L'essai s’avère payant malgré quelques rares apparitions (neuf rencontres toutes compétitions confondues). En juin 2006, il signe définitivement dans le club londonien.
Après quelques entrées en jeu en Ligue des champions et en Premier League, il est prêté au club de Charlton Athletic lors du marché des transferts hivernal de la saison 2006-2007 afin de gagner du temps de jeu et aider ce club à se maintenir parmi l'élite anglaise. Il revient à Londres à l'issue de cette saison et gagne peu à peu du temps de jeu au sein de l'effectif londonien.
À partir de la saison 2008-2009, Song devient l'une des pièces maitresses de l'effectif des Gunners et un titulaire indiscutable dans le nouveau système de jeu d'Arsène Wenger.
Le 18 août 2012, le FC Barcelone révèle avoir trouvé un accord avec Arsenal concernant le transfert du joueur pour un montant de 19 millions d'euros. Alex Song joue près de deux cents rencontres pour Arsenal.

### 2012-2014: Le plafond à Barcelone

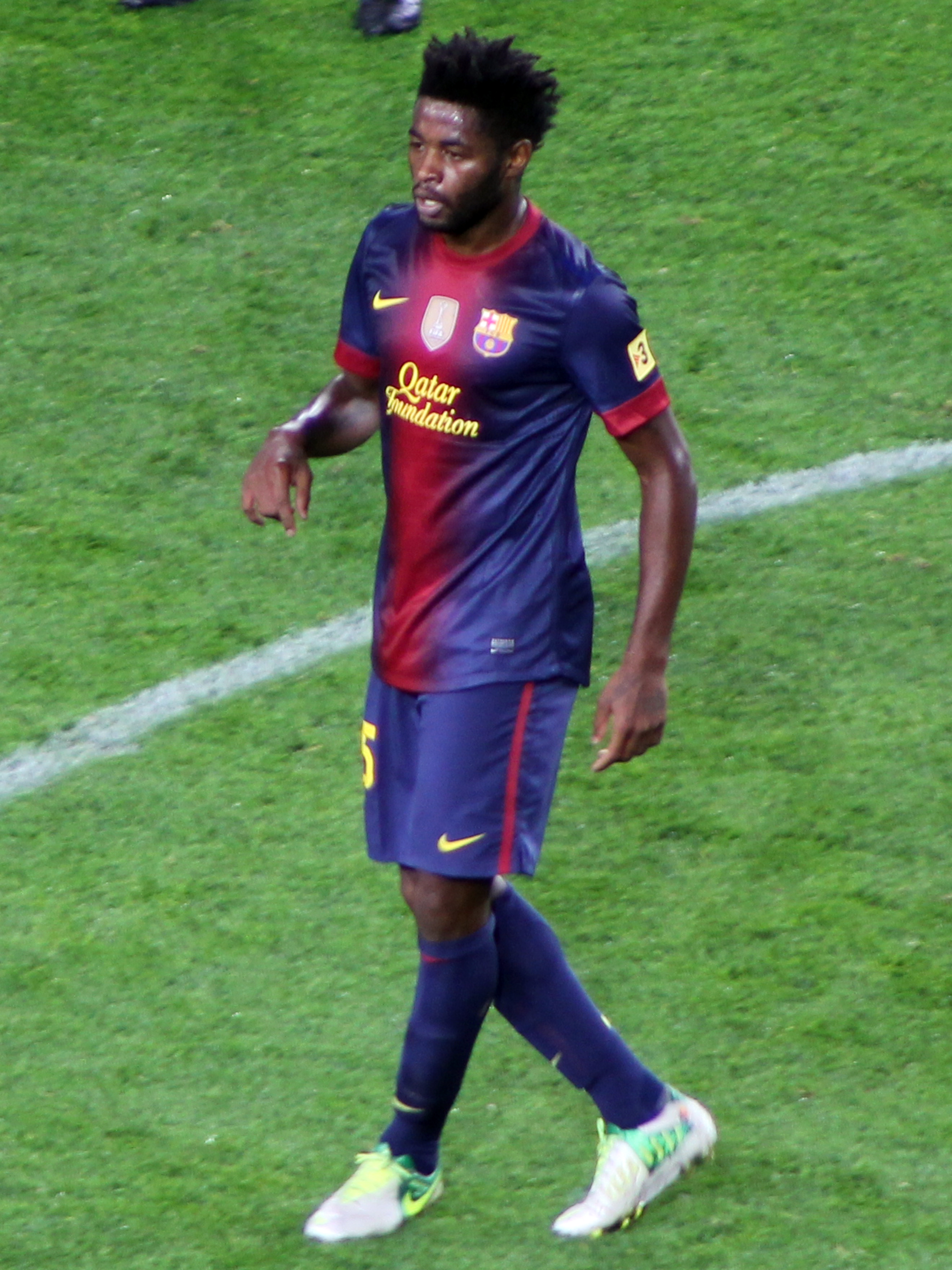
Alexandre Song lors de la saison 2012-2013.

Le 20 août 2012, le joueur camerounais paraphe un contrat de cinq ans en faveur du Barça,, sa clause libératoire s'élevant à 80 millions d'euros. Il devient ainsi le septième joueur à être transféré d'Arsenal vers Barcelone depuis l'arrivée d'Arsène Wenger, le septième joueur africain à évoluer sous les couleurs du Barça et seulement le deuxième Camerounais après Samuel Eto'o. En 2020, il ajoute sur sa signature : « J’ai rencontré le directeur sportif, il m’a dit que je ne jouerais pas beaucoup de matchs. Mais je m’en foutais, je savais que je deviendrais millionnaire ».
Le 29 août suivant, il dispute son premier match avec les Blaugrana en entrant en jeu à la 75e minute du match retour de la Supercoupe d'Espagne face au Real Madrid. Vainqueur à l'aller (3-2), le Barça s'incline au stade Santiago Bernabéu (2-1) et est privé de son quatrième sacre consécutif.
Le 17 novembre 2012, Alexandre Song marque son premier but avec le FC Barcelone à l'occasion de la rencontre comptant pour la 12e journée de Liga face au Real Saragosse (3-1).

### 2014-2023: Fin de carrière en dents de scie
Il est prêté à West Ham United pour la saison 2014/2015 ainsi que pour la saison 2015-2016. Durant la saison 2015-2016, miné par les blessures, Song ne joue que onze matchs avec les Hammers. Non conservé par West Ham où il est prêté depuis deux saisons, Alex Song retourne à Barcelone. Mais le Barça ne souhaite pas conserver l'international camerounais, sous contrat jusqu'en 2017, pour qui il réclame dix millions d'euros.
Le 21 juillet 2016, libre de tout contrat, Song signe avec le club russe de Rubin Kazan. Son salaire est compris entre trois et quatre millions d'euros net annuels. Pourtant arrivé avec un statut important grâce à ses expériences dans de grands clubs européens, il est pourtant peu utilisé. Il ne dispose pas de la confiance de son entraîneur Javi Gracia. De plus, il vit à l’hôtel puis au centre d'entraînement, tandis que sa femme et ses deux garçons restent à Londres. Le club est en difficulté financière et Alexandre n'est pas payé chaque mois. À l'été 2017, Kurban Berdyev est nommé entraîneur mais n'est pas non plus séduit par Alex Song. Le coach turkmène l'écarte dans un premier temps, avant de rompre son contrat à la fin du mercato hivernal en janvier 2018. Song ne dispute que 24 matches en un an et demi.
En 2018, il rejoint le FC Sion en Suisse, où il porte le numéro 17. Il est licencié le 19 mars 2020 pour avoir refusé d'être mis au chômage technique, à la suite de la pandémie de coronavirus.
Libre de tout engagement sur le marché des transferts, Alexandre Song atterrit à Djibouti en s'engageant pour deux ans avec l'Arta Solar 7, un club de Djibouti. Il s'agit de son huitième club depuis le début de sa carrière.
En novembre 2023, il annonce mettre un terme à sa carrière.

### Sélection nationale
Avec l’équipe nationale du Cameroun, Alexandre devient l’un des cadres de la sélection des moins de 17 ans.
Alexandre Song commence à être convoqué avec la sélection camerounaise en 2005 alors qu'il n'a que 18 ans, et y retrouve son oncle, Rigobert Song.

Il doit néanmoins attendre 2008 pour porter le maillot des Lions Indomptables pour la première fois. Cette année-là, Otto Pfister le sélectionne pour la Coupe d'Afrique des nations qui se déroule au Ghana. Le 22 janvier, il honore sa première sélection lors du premier match du Cameroun face à l'Égypte (défaite 4-2).

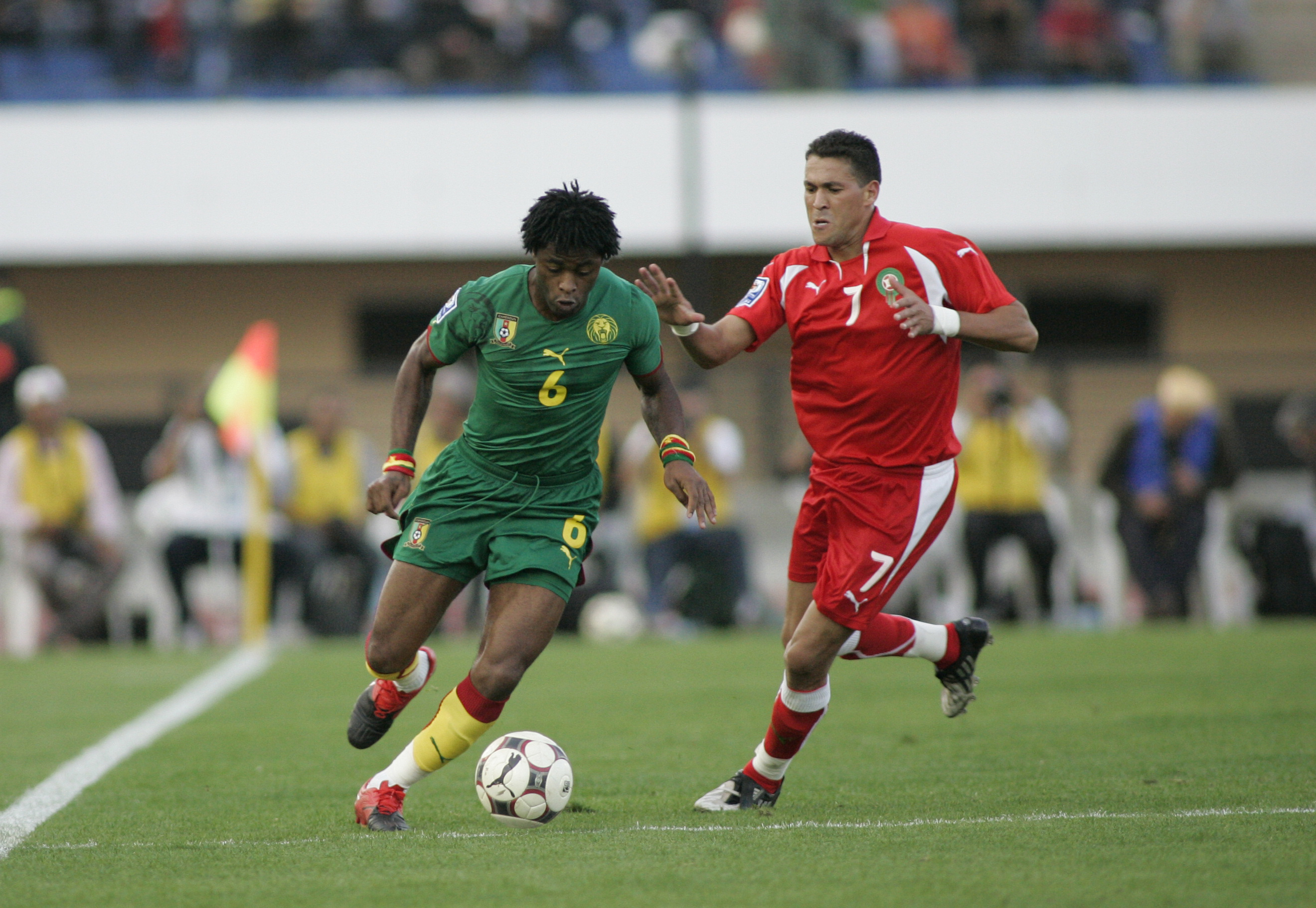
Song face au Marocain Mohamed Chihani en 2009.

 Alors que le Cameroun arrive en finale, Song sort dès le début d'une partie finalement remportée par la même sélection égyptienne. Song réalise de bonnes performances et fait partie de l'équipe type de la compétition.
Deux ans plus tard, il participe une nouvelle fois à la Coupe d'Afrique des nations durant laquelle le Cameroun est éliminé en quarts de finale par l'Égypte (3-1 après prolongations), futur vainqueur de la compétition. Les performances de Song sont une nouvelle fois reconnues malgré la courte campagne des Lions Indomptables durant ce tournoi. En effet, le milieu de terrain fait partie de l'équipe type de la Coupe d'Afrique des nations pour la seconde fois consécutive.
En juin 2014, alors que son oncle Rigobert Song est le seul joueur avec Zinédine Zidane à avoir reçu deux cartons rouges en coupe du monde, Alexandre Song est expulsé en coupe du monde lors de Cameroun - Croatie. Il prend un carton rouge direct après avoir donné un coup de coude volontaire et dans le dos de l'attaquant croate Mandzukic alors que le Cameroun était mené 1-0. A 11 contre 10, la Croatie inscrira 3 autres buts en deuxième mi-temps.
Non retenu par Volker Finke pour la Coupe d'Afrique des nations 2015, il met un terme à sa carrière internationale le 6 janvier.

## Statistiques
| Saison                | Club                        | Championnat           | Championnat | Championnat | Championnat | Coupe(s) nationale(s) | Coupe(s) nationale(s) | Coupe(s) nationale(s) | Supercoupe | Supercoupe | Supercoupe | Compétition(s) continentale(s) | Compétition(s) continentale(s) | Compétition(s) continentale(s) | Compétition(s) continentale(s) | Cameroun | Cameroun | Cameroun | Total | Total | Total |
| Saison                | Club                        | Division              | M.          | B.          | P.d.        | M.                    | B.                    | P.d.                  | M.         | B.         | P.d.       | Comp.                          | M.                             | B.                             | P.d.                           | M.       | B.       | P.d.     | M.    | B.    | P.d.  |
| 2004-2005             | SC Bastia                   | Ligue 1               | 32          | 0           | 1           | 3                     | 0                     | 0                     | -          | -          | -          | -                              | -                              | -                              | -                              | -        | -        | -        | 35    | 0     | 1     |
| 2005-2006             | Arsenal FC (prêt)           | PL                    | 5           | 0           | 0           | 2                     | 0                     | 0                     | -          | -          | -          | C1                             | 2                              | 0                              | 0                              | 1        | 0        | 0        | 10    | 0     | 0     |
| 2006-0000             | Arsenal FC                  | PL                    | 2           | 0           | 0           | 3                     | 1                     | 0                     | -          | -          | -          | C1                             | 1                              | 0                              | 0                              | -        | -        | -        | 6     | 1     | 0     |
| 0000-2007             | Charlton Athletic FC (prêt) | PL                    | 12          | 0           | 1           | -                     | -                     | -                     | -          | -          | -          | -                              | -                              | -                              | -                              | -        | -        | -        | 12    | 0     | 1     |
| 2007-2008             | Arsenal FC                  | PL                    | 9           | 0           | 0           | 3                     | 0                     | 0                     | -          | -          | -          | C1                             | 3                              | 0                              | 0                              | 10       | 0        | 2        | 25    | 0     | 2     |
| 2008-2009             | Arsenal FC                  | PL                    | 31          | 1           | 0           | 6                     | 0                     | 2                     | -          | -          | -          | C1                             | 11                             | 1                              | 0                              | 1        | 0        | 0        | 49    | 2     | 2     |
| 2009-2010             | Arsenal FC                  | PL                    | 26          | 1           | 1           | 2                     | 0                     | 0                     | -          | -          | -          | C1                             | 10                             | 0                              | 1                              | 12       | 0        | 0        | 50    | 1     | 2     |
| 2010-2011             | Arsenal FC                  | PL                    | 31          | 4           | 2           | 6                     | 0                     | 0                     | -          | -          | -          | C1                             | 5                              | 1                              | 1                              | -        | -        | -        | 42    | 5     | 3     |
| 2011-2012             | Arsenal FC                  | PL                    | 34          | 1           | 11          | 3                     | 0                     | 1                     | -          | -          | -          | C1                             | 9                              | 0                              | 2                              | 10       | 0        | 1        | 56    | 1     | 15    |
| Sous-total            | Sous-total                  | Sous-total            | 138         | 7           | 14          | 25                    | 1                     | 3                     | -          | -          | -          | -                              | 42                             | 2                              | 4                              | 34       | 0        | 3        | 239   | 10    | 24    |
| 2012-2013             | FC Barcelone                | Liga                  | 20          | 1           | 0           | 5                     | 0                     | 1                     | 1          | 0          | 0          | C1                             | 8                              | 0                              | 0                              | 5        | 0        | 0        | 39    | 1     | 1     |
| 2013-2014             | FC Barcelone                | Liga                  | 19          | 0           | 0           | 7                     | 0                     | 1                     | 1          | 0          | 0          | C1                             | 4                              | 0                              | 0                              | 10       | 0        | 1        | 41    | 0     | 2     |
| Sous-total            | Sous-total                  | Sous-total            | 39          | 1           | 0           | 12                    | 0                     | 2                     | 2          | 0          | 0          | -                              | 12                             | 0                              | 0                              | 15       | 0        | 1        | 80    | 1     | 3     |
| 2014-2015             | West Ham United (prêt)      | PL                    | 28          | 0           | 3           | 3                     | 0                     | 0                     | -          | -          | -          | -                              | -                              | -                              | -                              | -        | -        | -        | 31    | 0     | 3     |
| 2015-2016             | West Ham United (prêt)      | PL                    | 12          | 0           | 0           | 3                     | 0                     | 0                     | -          | -          | -          | -                              | -                              | -                              | -                              | -        | -        | -        | 15    | 0     | 0     |
| Sous-total            | Sous-total                  | Sous-total            | 40          | 0           | 3           | 6                     | 0                     | 0                     | 0          | 0          | 0          | -                              | 0                              | 0                              | 0                              | 0        | 0        | 0        | 46    | 0     | 3     |
| 2016-2017             | Rubin Kazan                 | PL                    | 16          | 0           | 2           | -                     | -                     | -                     | -          | -          | -          | -                              | -                              | -                              | -                              | -        | -        | -        | 16    | 0     | 2     |
| 2017-2018             | Rubin Kazan                 | PL                    | 5           | 1           | -           | 1                     | -                     | -                     | -          | -          | -          | -                              | -                              | -                              | -                              | -        | -        | -        | 6     | 1     | 0     |
| Sous-total            | Sous-total                  | Sous-total            | 21          | 1           | 2           | 1                     | 0                     | 0                     | 0          | 0          | 0          | -                              | 0                              | 0                              | 0                              | 0        | 0        | 0        | 22    | 1     | 2     |
| 2018-2019             | FC Sion                     | SL                    | 9           | -           | -           | 1                     | -                     | -                     | -          | -          | -          | -                              | -                              | -                              | -                              | -        | -        | -        | 10    | 0     | 0     |
| 2019-2020             | FC Sion                     | SL                    | 11          | -           | -           | 1                     | 1                     | -                     | -          | -          | -          | -                              | -                              | -                              | -                              | -        | -        | -        | 12    | 1     | 0     |
| Sous-total            | Sous-total                  | Sous-total            | 20          | 0           | 0           | 2                     | 1                     | 0                     | 0          | 0          | 0          | -                              | 0                              | 0                              | 0                              | 0        | 0        | 0        | 22    | 1     | 0     |
| Total sur la carrière | Total sur la carrière       | Total sur la carrière | 302         | 9           | 21          | 49                    | 2                     | 5                     | 2          | 0          | 0          | -                              | 54                             | 2                              | 4                              | 49       | 0        | 4        | 456   | 13    | 34    |

## Champion de Djibouti (2022) avec Arta/Solar7

### Club
Alex Song, joueur marquant d'une période difficile pour Arsenal (saisons blanches entre 2005 et 2014), ne remporte aucun trophée en sept saisons au club. Il est toutefois finaliste malheureux de la League Cup en 2011. Prêté à Charlton Athletic, il ne participe pas à la finale de la coupe de la ligue en 2007, perdue face à Chelsea. Au FC Barcelone, il est champion d'Espagne en 2013 et remporte la Supercoupe d'Espagne la même année.

### Sélection nationale
En sélection nationale, il a été finaliste de la Coupe d'Afrique des nations en 2008 avec l'Équipe du Cameroun de football.

### Distinctions individuelles
Au niveau individuel, il a été désigné membre de l'équipe type de la Coupe d'Afrique des nations en 2008 et 2010.